# Sneeuwbalwespvlinder
De sneeuwbalwespvlinder (Synanthedon andrenaeformis) is een vlinder uit de familie wespvlinders (Sesiidae), onderfamilie Sesiinae.
Synanthedon andrenaeformis is voor het eerst wetenschappelijk beschreven door Laspeyres in 1801. De soort komt voor in het Palearctisch gebied.